# 張宏浩
張宏浩，中華民國農業經濟學者。2006年獲美國康乃爾大學應用經濟與管理學博士學位，隨後任教於國立臺灣大學農業經濟學系。於2015-2018年擔任中華民國公平交易委員會委員，主管國際交流。2022年履新台大農經系主任，任內積極媒合產學合作、舉辦農業議題之學術研討會及高峰會、並開辦開辦多項學生獎學金。其研究領域相當廣泛，包含農家經濟、政策評估、食農消費與環境永續。

## 學術經驗及獲獎
張宏浩曾經獲得多項農業、學術界的重要獎項，2023年獲頒臺大生農院勵進青年講座，2022年以老農津貼的政策分析獲頒第二屆國家農業科學獎，此外也多次獲得臺大傑出期刊論文獎勵。
學術方面計已發表上百篇SCI期刊，部分文章刊載於學術頂級期刊，例如農業經濟領域的American Journal of Agricultural Economics，能源經濟領域的Energy Policy等等。此外，張宏浩也曾經擔任多項重要期刊的主編、副主編，諸如Food Policy、Agricultural and Resource Economics Review等等。

## 相關評論
- 2023年6月，《食力》與美國馬鈴薯協會於2023年6月6日舉辦「從土地到餐桌：美國馬鈴薯的營養與食安論壇」張宏浩表示，國人對馬鈴薯的需求量大，在分級篩選、清洗、運送的過程產生的裂果，導致每年多出300萬噸農業廢棄物，馬鈴薯不該只著重在生產，如何將ESG概念落實在馬鈴薯生產與行銷，需要受到更多重視。[6]

- 2023年8月，針對農委會升格農業部，張宏浩表示，農業各領域人士對農業部升格已等候許久，未來更多如和能源競合的政策可更好跟經濟部等部會協調，也認為現在農業結合各領域如淨零減排等，讓許多產業都主動接觸農業，像是許多金控產業、航空業都主動認養森林，台積電也認購大量綠能等，讓農業未來發展更可期待與樂觀。[7]

- 2020年3月，主要飼料業者從4月起調漲價格，每公斤漲5到6角不等，部分媒體指農委會應去查飼料業者漲價是否有聯合漲價的行為，曾擔任公平交易委員會委員的台大農經系教授張宏浩表示，農委會的職責僅負責看農產品是否有被壟斷，但若要看廠商有無聯合行為，則回歸公平會處理。[8]

## 外部連結
- 張宏浩教授個人網站 （页面存档备份，存于）
- 臺大農經系個人簡介 （页面存档备份，存于）